# Big Mother
Big Mother is een stripverhaal uit de reeks van Suske en Wiske, geschreven door Paul Geerts. Het werd gepubliceerd in De Standaard en Het Nieuwsblad van 3 januari 2001 tot en met 7 april 2001. De eerste albumuitgave was op 17 oktober 2001.

## Personages
- Suske, Wiske, tante Sidonia, Lambik, Jerom, Kobe, Johnny, Marina en Inne, Fernand de postbode, Ton Steen (ingenieur), Bert Totall (verzekeringsexpert), Theofiel Boemerang, Celestien Boemerang (Big Mother), Willy Sillo (chauffeur), Sandy Brancard, Hubert (fan van Sidonia)

## Het verhaal
Tante Sidonia ergert zich aan het fenomeen realitytelevisie en die ergernis verdwijnt niet wanneer ze van de Winstgevende Televisie Maatschappij een brief krijgt waarin haar gezin wordt uitgenodigd 100 dagen mee te doen aan het nieuwe realitytelevisieprogramma “Big Mother”. Dan wordt het terrein rond het huis afgegraven door de gemeente maar waterratten zorgen ervoor dat vijverwater in de vrijgekomen holtes belandt. Sidonia's huis zinkt weg en ze kan nog maar net met Suske en Wiske via het dak ontsnappen. Sidonia moet wachten op haar vergoeding zolang het onderzoek loopt, wat wel een jaar kan duren. Ook de verzekering wil niet helpen en noodgedwongen trekt Sidonia met de kinderen naar Lambik en Jerom. Ze besluit om samen met Suske, Wiske en Lambik toch maar deel te nemen aan "Big Mother" en zo het nodige miljoenenbedrag op te strijken.
Ze ontmoeten "Big Mother", die Celestien Boemerang (zie Theofiel Boemerang) blijkt te zijn, en horen dat het programma een idee van John de Trol is. Acht weken lang moeten ze met vier onbekenden rondtrekken in een mobilhome en op diverse locaties opdrachten uitvoeren. Jerom mag niet meedoen omdat hij te sterk is en Wiske verandert haar jurkje in een top en minirokje en doet haar haar in een staartje. Hun medekandidaten zijn Kobe (die tot ergernis van Suske Wiske veel complimenteert), Johnny en Marina (een disfunctioneel koppel) en Inne (die Johnny inlicht dat Lambik achter zijn vrouw aanzit). De kandidaten moeten diverse opdrachten uitvoeren en per uitzending wordt één iemand weggestemd. In de eerste episode wordt Kobe weggestemd, maar hij kust nog snel Wiske voor hij uit het spel verdwijnt. Lambik ergert zich echter aan het spel omdat hij strafpunten heeft opgelopen en als straf voor een verboden barbecue in een boevenpak moet rondlopen.
Na enkele opdrachten waarbij Sidonia vrij succesvol was, lost Inne in het spel een raadsel op. Inne gaat hierop met een pistool naar Big Mother en gijzelt Celestien. Sidonia, Lambik, Suske en Wiske zetten per mobilhome de achtervolging in. Inne ontsnapt in een vliegtuigje maar stort neer op de studio, tijdens een live-uitzending. Sidonia wint een gevecht, maar strijkt het geldbedrag niet op omdat het programma amper twee weken in plaats van acht weken heeft gelopen. Als ze terneergeslagen naar huis keren blijkt dat Jerom goed nieuws voor hen heeft. Samen met Ton Steen en Bert Totall hebben ze Sidonia's dossier snel afgehandeld en haar huis heropgebouwd.

## Achtergronden bij het verhaal
- Op het titelblad staat de vermelding. 'scenario en tekeningen: Paul Geerts', hoewel Marc Verhaegen zowel het scenario als de tekeningen van dit verhaal verzorgde. Ten tijde van het verschijnen van Big Mother was Geerts overigens nog wel de officiële tekenaar van Suske en Wiske.
- WTM, de Winstgevende Televisie Maatschappij, is een woordspeling op VTM (Vlaamse Televisie Maatschappij).
- Het hele verhaal speelt in op de reality-tv-series die omstreeks het jaar 2000 erg populair waren. Dit waren met name Big Brother, Expeditie Robinson en de Bus. De titel is een toespeling op Big Brother. Dit programma werd op het moment dat dit verhaal verscheen op tv uitgezonden. In het programma Big Mother trekken de deelnemers rond in een mobilhome en voeren ze op verschillende locaties opdrachten uit. Dit gebeurde ook in De Bus.
- De vrienden worden uitgenodigd om 100 dagen mee te doen aan Big Mother. Dit is een verwijzing naar Big Brother. In dat programma worden de deelnemers 100 dagen opgesloten in een huis.
- John de Trol is een toespeling op John de Mol jr., de bedenker van reality-tv.
- Johnny en Marina zijn een verwijzing naar de term "Johnny en Marina", een Vlaamse pejoratieve benaming voor een koppel uit een marginaal milieu.
- Bert Totall verwijst naar de uitdrukking perte totale ("total loss").